# 3-я гвардейская авиационная дивизия дальнего действия
3-я гвардейская авиационная Днепропетровская дивизия дальнего действия (3-я гв. ад дд) — авиационное соединение Военно-Воздушных сил (ВВС) Вооружённых Сил РККА дальней бомбардировочной авиации, принимавшее участие в боевых действиях Великой Отечественной войны.

## История наименований дивизии
- 52-я авиационная дивизия;
- 52-я дальняя бомбардировочная авиационная дивизия;
- 52-я дальне-бомбардировочная авиационная дивизия;
- 24-я авиационная дивизия дальнего действия;
- 3-я гвардейская авиационная дивизия дальнего действия;
- 3-я гвардейская авиационная Днепропетровская дивизия дальнего действия;
- 13-я гвардейская бомбардировочная авиационная Днепропетровская дивизия;
- 13-я гвардейская бомбардировочная авиационная Днепропетровско-Будапештская ордена Суворова дивизия;
- 13-я гвардейская тяжелая бомбардировочная авиационная Днепропетровско-Будапештская ордена Суворова дивизия.

## История и боевой путь дивизии

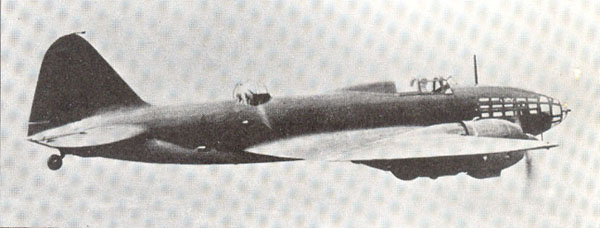
Самолёт Ил-4, состоявший на вооружении дивизии

В соответствии с Приказом НКО № 138 от 26 марта 1943 года 24-й авиационной дивизии дальнего действия за мужество и героизм личного состава в борьбе с немецко-фашистскими захватчиками присвоено наименование гвардейской и она стала именоваться 3-я гвардейская авиационная дивизия дальнего действия.
Дивизия с 20 мая 1943 года вошла в состав 3-го гвардейского авиационного корпуса дальнего действия, где и прошла дальнейший боевой путь, участвуя в операциях:
- Белгородско-Харьковская операция[1] — с 3 августа 1943 года по 23 августа 1943 года.
- Орловская операция «Кутузов»[1] — с 12 июля 1943 года по 18 августа 1943 года.
- Днепропетровская операция — с 23 октября 1943 года по 5 ноября 1943 года.
- Ленинградско-Новгородская операция[1] — 14 января 1944 года по 1 марта 1944 года.
- Крымская операция[1] — с 8 апреля 1944 года по 12 мая 1944 года.
- Минская операция[1] — с 29 июня 1944 года по 4 июля 1944 года.
- Люблин-Брестская операция[1] — с 18 июля 1944 года по 2 августа 1944 года.
- Будапештская операция[1] — с 29 октября 1944 года по 13 февраля 1945 года.
- Воздушная операция против Финляндии — с 6 февраля 1944 года по 27 февраля 1944 года.
- Львовско-Сандомирская операция — с 13 июля 1944 года по 29 августа 1944 года.

В соответствии с Постановлением ГКО СССР от 6 декабря 1944 года 3-й гвардейский авиационный корпус дальнего действия расформирован, а дивизия вошла в состав 2-го гвардейского авиационного корпуса дальнего действия. 26 декабря 1944 года 3-я гвардейская авиационная дивизия дальнего действия Директивой Генерального Штаба № орг.10/315706 от 26 декабря 1944 года преобразована в 13-ю гвардейскую бомбардировочную авиационную дивизию, а 2-й гвардейский авиационный корпус дальнего действия, куда входила дивизия — во 2-й гвардейский бомбардировочный авиационный корпус.

### В действующей армии
В составе действующей армии дивизия находилась с 26 марта 1943 года по 26 декабря 1944 года.

### Командир дивизии
| Звание                           | Имя                  | Период                                    | Примечание |
| -------------------------------- | -------------------- | ----------------------------------------- | ---------- |
| Полковник, Генерал-майор авиации | Бровко Иван Карпович | 26 марта 1943 года — 26 декабря 1944 года |            |

### В составе объединений
| Дата          | Армия                     | Корпус                                               |
| ------------- | ------------------------- | ---------------------------------------------------- |
| 26.03.1943 г. | Авиация дальнего действия |                                                      |
| 20.05.1943 г. | Авиация дальнего действия | 3-й гвардейский авиационный корпус дальнего действия |
| 06.12.1944 г. | 18-я воздушная армия      | 2-й гвардейский авиационный корпус дальнего действия |
| 17.01.1945 г. | 18-я воздушная армия      | 2-й гвардейский бомбардировочный авиационный корпус  |

## Части и отдельные подразделения дивизии
За весь период своего существования боевой состав дивизии оставался постоянным:
| Период                     | Наименование                                        | Вооружение                         |
| -------------------------- | --------------------------------------------------- | ---------------------------------- |
| 26.03.1943 — 23.05.1943 г. | 9-й гвардейский авиационный полк дальнего действия  | Ил-4, убыл в 7-ю гв. ад дд         |
| 26.03.1943 — 26.12.1944 г. | 10-й гвардейский авиационный полк дальнего действия | Ил-4, переименован в 226-й гв. бап |
| 26.03.1943 — 26.12.1944 г. | 20-й гвардейский авиационный полк дальнего действия | Ил-4, переименован во 20-й гв. бап |
| 01.04.1944 — 26.12.1944 г. | 332-й бомбардировочный авиационный полк             | Ер-2, переименован в 332-й бап     |

## Почётные наименования
- 3-й гвардейской авиационной дивизии дальнего действия за отличия в боях при овладении областным центром Украины городом Днепропетровск и городом Днепродзержинск (Каменское) — важнейшими промышленными центрами юга страны и крупными узлами обороны немцев в излучине реки Днепр присвоено почётное наименование «Днепропетровская»[4].
- 10-му гвардейскому Краснознамённому авиационному полку дальнего действия 27 мая 1944 года присвоено почетное наименование «Сталинградский»[5].
- 20-му гвардейскому авиационному полку дальнего действия Приказом НКО № 0137 от 27 мая 1944 года за отличие в боях при овладении  штурмом крепостью и важнейшей военно-морской базой на Чёрном море городом Севастополь в соответствии с Приказом ВГК присвоено почётное наименование «Севастопольский»[5][6].

## Награды
- 10-й гвардейский авиационный полк дальнего действия за мужество и отвагу, проявленные личным составом в борьбе с немецко-фашистскими захватчиками, Указом Президиума Верховного Совета СССР от 18 сентября 1943 года награждён орденом «Боевого Красного Знамени»[7].

## Благодарности Верховного Главнокомандующего
Воинам дивизии объявлены благодарности Верховного Главнокомандующего:
- За отличие в боях при овладении областным центром Украины городом Днепропетровск и городом Днепродзержинск (Каменское) — важнейшими промышленными центрами юга страны и крупными узлами обороны немцев в излучине реки Днепр[4].

Воинам дивизии в составе корпуса объявлены благодарности Верховного Главнокомандующего:
- За отличие в боях при овладении штурмом крепостью и важнейшей военно-морской базой на Чёрном море городом Севастополь[6].
- За прорыв обороны немцев на бобруйском направлении, юго-западнее города Жлобин и севернее города Рогачев[8].
- За отличие в боях при овладении столицей Советской Белоруссии городом Минск — важнейшим стратегическим узлом обороны немцев на западном направлении[9].
- За отличие в боях при овладении областным центром Белоруссии городом и крепостью Брест (Брест-Литовск) — оперативно важным железнодорожным узлом и мощным укрепленным районом обороны немцев на варшавском направлении[10].

## Отличившиеся воины дивизии
- Сенько Василий Васильевич, гвардии капитан, штурман звена 10-го гвардейского авиационного полка дальнего действия 3-й гвардейской бомбардировочной авиационной дивизии дальнего действия 3-го гвардейского бомбардировочного авиационного корпуса дальнего действия авиации дальнего действия Указом Президиума Верховного Совета СССР от 29 июня 1945 года удостоен звания дважды Герой Советского Союза. Золотая Звезда № 2/059.
- Алин Василий Иванович, гвардии капитан, командир звена 10-го гвардейского авиационного полка дальнего действия 3-й гвардейской бомбардировочной авиационной дивизии дальнего действия 3-го гвардейского бомбардировочного авиационного корпуса дальнего действия авиации дальнего действия Указом Президиума Верховного Совета СССР от 19 августа 1944 года удостоен звания Герой Советского Союза. Золотая Звезда № 4356.
- Безобразов Григорий Иванович, гвардии старший лейтенант, штурман звена 10-го гвардейского авиационного полка дальнего действия 3-й гвардейской бомбардировочной авиационной дивизии дальнего действия 3-го гвардейского бомбардировочного авиационного корпуса дальнего действия авиации дальнего действия Указом Президиума Верховного Совета СССР 18 сентября 1943 года удостоен звания Герой Советского Союза. Золотая Звезда № 1728.
- Борисов Владимир Иванович, гвардии капитан, командир звена 10-го гвардейского авиационного полка дальнего действия 3-й гвардейской бомбардировочной авиационной дивизии дальнего действия 3-го гвардейского бомбардировочного авиационного корпуса дальнего действия авиации дальнего действия Указом Президиума Верховного Совета СССР 19 августа 1944 года удостоен звания Герой Советского Союза. Золотая Звезда № 4357.
- Василенко Фёдор Емельянович, гвардии капитан, штурман эскадрильи 10-го гвардейского авиационного полка дальнего действия 3-й гвардейской бомбардировочной авиационной дивизии дальнего действия 3-го гвардейского бомбардировочного авиационного корпуса дальнего действия авиации дальнего действия Указом Президиума Верховного Совета СССР 13 марта 1944 года удостоен звания Герой Советского Союза. Золотая Звезда № 3283.
- Глущенко, Леонтий Петрович, гвардии капитан, старший инструктор по радионавигации и заместитель старшего штурмана 3-й гвардейской авиационной дивизии 3-го гвардейского авиационного корпуса авиации дальнего действия Указом Президиума Верховного Совета СССР 18 сентября 1943 года удостоен звания Герой Советского Союза. Золотая Звезда № 1731.
- Гросул Иван Тимофеевич, гвардии капитан, командир эскадрильи 10-го гвардейского авиационного полка дальнего действия 3-й гвардейской бомбардировочной авиационной дивизии дальнего действия 3-го гвардейского бомбардировочного авиационного корпуса дальнего действия авиации дальнего действия Указом Президиума Верховного Совета СССР 18 сентября 1943 года удостоен звания Герой Советского Союза. Золотая Звезда № 1732.
- Гунбин, Николай Александрович, гвардии капитан, штурман эскадрильи 10-го гвардейского авиационного полка 3-й гвардейской авиационной дивизии 3-го гвардейского авиационного корпуса Авиации дальнего действия Указом Президиума Верховного Совета СССР 19 августа 1944 года удостоен звания Герой Советского Союза. Золотая Звезда № 4360.
- Даценко Иван Иванович, гвардии старший лейтенант, командир звена 10-го гвардейского авиационного полка дальнего действия 3-й гвардейской бомбардировочной авиационной дивизии дальнего действия 3-го гвардейского бомбардировочного авиационного корпуса дальнего действия авиации дальнего действия Указом Президиума Верховного Совета СССР 18 сентября 1943 года удостоен звания Герой Советского Союза. Золотая Звезда № 1733.
- Душкин Иван Ефимович, гвардии старший лейтенант, командир звена 10-го гвардейского авиационного полка дальнего действия 3-й гвардейской бомбардировочной авиационной дивизии дальнего действия 3-го гвардейского бомбардировочного авиационного корпуса дальнего действия авиации дальнего действия Указом Президиума Верховного Совета СССР 18 сентября 1943 года удостоен звания Герой Советского Союза. Посмертно.
- Жуган Николай Павлович, гвардии капитан, командир звена 10-го гвардейского авиационного полка дальнего действия 3-й гвардейской бомбардировочной авиационной дивизии дальнего действия 3-го гвардейского бомбардировочного авиационного корпуса дальнего действия авиации дальнего действия Указом Президиума Верховного Совета СССР 19 августа 1944 года удостоен звания Герой Советского Союза. Золотая Звезда № 4362.
- Козьяков Николай Ефимович, гвардии капитан, штурман звена 10-го гвардейского авиационного полка дальнего действия 3-й гвардейской бомбардировочной авиационной дивизии дальнего действия 3-го гвардейского бомбардировочного авиационного корпуса дальнего действия авиации дальнего действия Указом Президиума Верховного Совета СССР 19 августа 1944 года удостоен звания Герой Советского Союза. Золотая Звезда № 3988.
- Кот Алексей Николаевич, гвардии капитан, штурман звена 10-го гвардейского авиационного полка дальнего действия 3-й гвардейской бомбардировочной авиационной дивизии дальнего действия 3-го гвардейского бомбардировочного авиационного корпуса дальнего действия авиации дальнего действия Указом Президиума Верховного Совета СССР 19 августа 1944 года удостоен звания Герой Советского Союза. Золотая Звезда № 4366.
- Краснов Николай Петрович, гвардии капитан, командир звена 10-го гвардейского авиационного полка дальнего действия 3-й гвардейской бомбардировочной авиационной дивизии дальнего действия 3-го гвардейского бомбардировочного авиационного корпуса дальнего действия авиации дальнего действия Указом Президиума Верховного Совета СССР 13 марта 1944 года удостоен звания Герой Советского Союза. Золотая Звезда № 3549.
- Куроедов Николай Иванович, гвардии старший лейтенант, штурман звена 10-го гвардейского авиационного полка дальнего действия 3-й гвардейской бомбардировочной авиационной дивизии дальнего действия 3-го гвардейского бомбардировочного авиационного корпуса дальнего действия авиации дальнего действия Указом Президиума Верховного Совета СССР 19 августа 1944 года удостоен звания Герой Советского Союза. Золотая Звезда № 4368.
- Левчук Семён Лукьянович, гвардии старший лейтенант, командир звена 20-го гвардейского авиационного полка дальнего действия 3-й гвардейской бомбардировочной авиационной дивизии дальнего действия 3-го гвардейского бомбардировочного авиационного корпуса дальнего действия авиации дальнего действия удостоен Указом Президиума Верховного Совета СССР 5 ноября 1944 года звания Герой Советского Союза. Золотая Звезда № 5131.
- Мазитов, Гали Ахметович, гвардии майор, старший штурман 3-й гвардейской авиационной дивизии 3-го гвардейского авиационного корпуса дальнего действия авиации дальнего действия удостоен Указом Президиума Верховного Совета СССР 19 августа 1944 года звания Герой Советского Союза. Золотая Звезда № 4369.
- Морозов Василий Павлович, гвардии майор, командир эскадрильи 20-го гвардейского авиационного полка дальнего действия 3-й гвардейской бомбардировочной авиационной дивизии дальнего действия 3-го гвардейского бомбардировочного авиационного корпуса дальнего действия авиации дальнего действия Указом Президиума Верховного Совета СССР 19 августа 1944 года удостоен звания Герой Советского Союза. Золотая Звезда № 3989.
- Мусатов Илья Иванович, гвардии лейтенант, лётчик 10-го гвардейского авиационного полка дальнего действия 3-й гвардейской бомбардировочной авиационной дивизии дальнего действия 3-го гвардейского бомбардировочного авиационного корпуса дальнего действия авиации дальнего действия Указом Президиума Верховного Совета СССР 19 августа 1944 года удостоен звания Герой Советского Союза. Золотая Звезда № 4370.
- Паращенко Феодосий Карпович, гвардии капитан, командир звена 10-го гвардейского авиационного полка дальнего действия 3-й гвардейской бомбардировочной авиационной дивизии дальнего действия 3-го гвардейского бомбардировочного авиационного корпуса дальнего действия авиации дальнего действия Указом Президиума Верховного Совета СССР 18 сентября 1943 года удостоен звания Герой Советского Союза. Золотая Звезда № 1735.
- Сенатор Василий Трофимович, гвардии капитан, штурман звена 10-го гвардейского авиационного полка дальнего действия 3-й гвардейской бомбардировочной авиационной дивизии дальнего действия 3-го гвардейского бомбардировочного авиационного корпуса дальнего действия авиации дальнего действия Указом Президиума Верховного Совета СССР 18 сентября 1943 года удостоен звания Герой Советского Союза. Золотая Звезда № 1738.
- Филин Леонид Алексеевич, гвардии капитан, заместитель командира эскадрильи 10-го гвардейского авиационного полка дальнего действия 3-й гвардейской бомбардировочной авиационной дивизии дальнего действия 3-го гвардейского бомбардировочного авиационного корпуса дальнего действия авиации дальнего действия Указом Президиума Верховного Совета СССР 19 августа 1944 года удостоен звания Герой Советского Союза. Золотая Звезда № 4373.
- Шестернин Борис Ильич, гвардии старший лейтенант, штурман звена 20-го гвардейского авиационного полка дальнего действия 3-й гвардейской бомбардировочной авиационной дивизии дальнего действия 3-го гвардейского бомбардировочного авиационного корпуса дальнего действия авиации дальнего действия Указом Президиума Верховного Совета СССР 5 ноября 1944 года удостоен звания Герой Советского Союза. Золотая Звезда № 5133.

## Базирование
| Период            | Аэродром                 |
| ----------------- | ------------------------ |
| 10.1944 — 12.1944 | Луцк, Шепетынь (Украина) |